# Grand Theft Auto (serie)
Grand Theft Auto (prescurtat și GTA) este o serie de jocuri video de acțiune-aventură, disponibile pentru nenumărate platforme, inclusiv PC, PlayStation , PlayStation 2, PlayStation Portable, PlayStation 3 respectiv 4, [] Xbox, Xbox 360, Xbox One, Android, iOS, Game Boy Color și Game Boy Advance, dezvoltată de Rockstar Games. Seria constă în prezent din 15 jocuri, începând cu Grand Theft Auto în 1997 și continuând în prezent cu Grand Theft Auto V în 2013. În funcție de data lansării și de platformă, jocurile folosesc un motor grafic diferit, dar toate sunt realizate de Rockstar Games și distribuite de Take-Two Interactive.
Seria constă în 5 jocuri principale, cu 10 jocuri adiționale sau expansiuni, și este împărțită în cinci ere, ușor de recunoscut după numărul din titlu (1, 2, III, IV, V), și trei universuri diferite: universul 2D (constând în Grand Theft Auto, expansiunile Grand Theft Auto: London 1969 și 1961,  Grand Theft Auto 2 și Grand Theft Auto Advance), universul 3D (Grand Theft Auto III, Grand Theft Auto: Vice City, Grand Theft Auto: San Andreas, Grand Theft Auto: Liberty City Stories și Grand Theft Auto: Vice City Stories) și universul HD (Grand Theft Auto IV, expansiunile Grand Theft Auto: The Lost and Damned și Grand Theft Auto: The Ballad of Gay Tony, Grand Theft Auto: Chinatown Wars și Grand Theft Auto V, precum și expansiunea online a acestuia Grand Theft Auto Online). În cazul universului 3D, acțiunea nu se petrece în același an în care jocul a fost lansat, cu excepția lui GTA III care a fost lansat în 2001 și se petrece în același an (Vice City Stories are loc în 1984, dar a fost lansat în 2006; Vice City se petrece în 1986, dar a fost lansat în 2002; San Andreas se petrece în 1992, dar a fost lansat în 2004; Liberty City Stories are loc în 1998, dar a fost lansat în 2005; iar Advance are loc în 2000, dar a fost lansat în 2004). În cazul universului 2D și HD, pentru majoritatea titlurilor acțiunea are loc în același an în care s-a lansat jocul (GTA - 1997, GTA IV - 2008, Chinatown Wars - 2009, GTA V - 2013), dar sunt excepții, precum London 1969 și 1961, care au fost lansate în 1999, dar se petrec în 1969, respectiv 1961, GTA 2, care s-ar putea petrece fie în 1999, același an în care s-a lansat, fie în 2013, și GTA Online, care se petrece din 2013 (înainte de evenimentele din GTA V) până în prezent. În universul 3D și HD, anumite personaje fac apariții în mai multe jocuri, ceea ce oferă continuitate poveștii.
Toate jocurile din serie (cu excepția lui GTA London 1969 și 1961, precum și GTA 2) se petrec în versiuni parodiate ale unor orașe populare din Statele Unite ale Americii: Los Santos (parodie după Los Angeles), Vice City (Miami), San Fierro (San Francisco), Las Venturas (Las Vegas), și Liberty City (New York City), toate variind în funcție de univers (în universul 2D și 3D, orașele doar împrumută anumite aspecte ale celor din viața reală, dar în universul HD acestea sunt recreații fidele). Cele două jocuri GTA London sunt singurele care să se desfășoare într-un oraș real, ci anume Londra, deși nu este o reprezentare fidel a orașului, în timp ce GTA 2 are loc într-un oraș imaginar, intitulat Anywhere City. Fiecare joc din serie are loc într-o lume sandbox open-world, care poate fi explorată după bunul plac, fără nicio limită, atâta timp cât jucătorul nu se află într-o misiune. GTA III este adesea lăudat pentru că ar fi revoluționat genul de jocuri sandbox.
Seria GTA este considerată un titlu foarte violent și pervers, Rockstar având multe probleme din cauza acestuia, deoarece există foarte multe scene cu înjurături, pornografie și violență extremă. În cazul lui GTA V, Rockstar a avut 2 mari probleme, prima cu o fată care se regăsea într-un poster al jocului, deși ea declară ca nu ar fi aprobat nimic, și a doua cu o misiune în care trebuie să torturezi un persoană. Compania a fost dată în judecată de către unele mame care și-au lăsat copiii să joace GTA, deși toate titlurile sunt marcate de PEGI ca 18+. Povestea fiecărui joc se concentrează pe un protagonist care se ridică tot mai mult pe scară socială a criminalilor și devine tot mai bogat și de succes, fiecare din diferite motive, uneori doar fiind prinși în mod neintenționat în această lume a crimei; GTA V a fost primul și singurul titlu din serie care să includă 3 protagoniști. Personajele din serie sunt, de regulă, jucate de numeroși actori faimoși, printre care Ray Liotta, Burt Reynolds, Dennis Hopper, Samuel L. Jackson, Debbie Harry, Phil Collins, Axl Rose și Peter Fonda.
GTA, mai ales în San Andreas, sunt abordate mai multe mituri și legende precum Monstrul din Shady Creek, OZN-uri, Extratereștri, Bigfoot, Fantoma Clanului Ballas, Programul Epsilon (sau Cultul Epsilon), K.A.C.C, Lacul Fantomă și Leatherface. De asemenea, GTA III are câteva mituri, cele mai populare fiind Orașul Fantomă și Darkel, iar pentru Vice City avem Fantoma lui Victor Vance, Fantoma lui Ricardo Diaz, Bărcile Fantoma și Cadavrul Scufundat.

## Lista jocurilor din serie

### Universul 2D

#### Grand Theft Auto
Grand Theft Auto este primul titlu major și primul joc din era 1 a seriei GTA. Titlul inițial pentru joc a fost Race 'n' Chase, înainte ca proiectul să fie abandonat și schimbat într-un joc diferit.
- Dată lansare: 21 octombrie 1997
- Platformă: DOS 6, Microsoft Windows, PlayStation 1 și Game Boy Color
- Ratinguri: M (Mature) de la ESRB
- Locații: Liberty City, San Andreas, Vice City
- Anul acțiunii: 1997
- Motor grafic: 2D
- Stadiu actual: se găsește, cel mai probabil, în colecții personale sau la magazine specializate

#### Grand Theft Auto: London 1969și1961
Grand Theft Auto London este o serie de două expansiuni pentru GTA care adaugă câteva misiuni noi și și transformă harta într-o versiune fictivă a Londrei.
- Dată lansare: 31 martie 1999 (London 1969), 30 aprilie 1999 (London 1961)
- Platformă: MS-DOS, Microsoft Windows (London 1969), PlayStation 1 (London 1961)
- Ratinguri: M (Mature) de la ESRB
- Locații: Londra
- Anul acțiunii: 1969 (London 1969), 1961 (London 1961)
- Motor grafic: 2D
- Stadiu actual: se găsește, cel mai probabil, în colecții personale sau la magazine specializate

#### Grand Theft Auto 2
Grand Theft Auto 2 este al doilea titlu major și singurul joc din era 2 a seriei GTA.
- Dată lansare:  22 octombrie 1999
- Platformă: Microsoft Windows, PlayStation 1, Game Boy Color, Dreamcast
- Ratinguri: T (Teens) de la ESRB
- Locații: Anywhere City
- Anul acțiunii: 1999 sau 2013
- Motor grafic: 2D
- Stadiu actual: se găsește, cel mai probabil, în colecții personale sau la magazine specializate
- Protagonist: Claude Speed

### Universul 3D

#### Grand Theft Auto III
Grand Theft Auto III este al treilea titlu major și primul joc din era 3 a seriei GTA.
- Dată lansare: 22 octombrie 2001
- Platformă: Microsoft Windows, PlayStation 2, PlayStation 3, PlayStation 4,Xbox, Xbox 360, Android, iOS
- Ratinguri: M (Mature) de la ESRB
- Locații: Liberty City (versiunea din universul 3D)
- Anul acțiunii: 2001
- Motor grafic: 3D
- Stadiu actual: se găsește de cumpărat în toată lumea, în special în format digital
- Protagonist: Claude Speed

#### Grand Theft Auto: Vice City
Grand Theft Auto: Vice City este prima ramificare a lui GTA III. Este primul joc din serie cu motociclete și elicoptere.
- Dată lansare: 29 octombrie 2002

- Platformă: Microsoft Windows, PlayStation 2, PlayStation 3, PlayStation 4, Xbox, Xbox 360, Android, iOS
- Ratinguri: M (Mature) de la ESRB
- Locații: Vice City (versiunea din universul 3D)
- Anul acțiunii: 1986
- Motor grafic: 3D
- Stadiu actual: se găsește de cumpărat în toată lumea, în special în format digital
- Protagonist: Tommy Vercetti

#### Grand Theft Auto: San Andreas
Grand Theft Auto: San Andreas este a doua ramificare a lui GTA III. Este primul joc care include biciclete și avioane, precum și abilitatea de a înota. De asemenea, harta este imensă comparativ cu predecesorii săi și chiar majoritatea jocurilor următoare, și include un nivel ridicat de detaliu, mai ales la costumizarea personajului principal.
- Dată lansare: 26 octombrie 2004
- Platformă: Microsoft Windows, PlayStation 2, PlayStation 3, PlayStation 4, Xbox, Xbox 360, Xbox One,  Android, iOS
- Ratinguri: M (Mature) de la ESRB
- Locații: statul San Andreas (versiunea din universul 3D), format din Los Santos, San Fierro și Las Venturas
- Anul acțiunii: 1992
- Motor grafic: 3D
- Stadiu actual: se găsește de cumpărat în toată lumea, în special în format digital
- Protagonist: Carl "CJ" Johnson

#### Grand Theft Auto Advance
Grand Theft Auto Advance este a treia ramificare a lui GTA III și o întoarcere la stilul original de grafici 2D inițial al seriei, din cauza limitărilor consolei. Inițial ar fi trebuit să fie o portare a lui GTA III, înainte de a fi schimbat de Rockstar Games într-un joc complet diferit.
- Dată lansare: 25 octombrie 2004
- Platformă: Game Boy Advance
- Ratinguri: M (Mature) de la ESRB
- Locații: Liberty City (versiunea din universul 3D, cu câteva modificări față de GTA III)
- Anul acțiunii: 2000
- Motor grafic: 2D
- Stadiu actual: se găsește de cumpărat în toată lumea
- Protagonist: Mike

#### Grand Theft Auto: Liberty City Stories
Grand Theft Auto: Liberty City Stories este a patra ramificare a lui GTA III
- Dată lansare: 25 octombrie 2005
- Platformă: PlayStation 2, PlayStation Portable, iOS, Android
- Ratinguri: M(Mature) de la ESRB
- Locații: Liberty City (versiunea din universul 3D, cu câteva modificări față de GTA III)
- Anul acțiunii: 1998
- Motor grafic: 3D
- Stadiu actual: se găsește de cumpărat în toată lumea
- Protagonist:  Antonio "Toni" Cipriani

#### Grand Theft Auto: Vice City Stories
Grand Theft Auto: Vice City Stories este a cincea și ultima ramificare a lui GTA III.
- Dată lansare: 31 octombrie 2006
- Platformă: PlayStation 2, PlayStation Portable
- Ratinguri: M (Mature) de la ESRB
- Locații: Vice City (versiunea din universul 3D, cu câteva modificări față de GTA Vice City)
- Anul acțiunii: 1984
- Motor grafic: 3D
- Stadiu actual: se găsește de cumpărat în toată lumea
- Protagonist: Victor "Vic" Vance

### Universul HD

#### Grand Theft Auto IV
Grand Theft Auto IV este al patrulea titlu major și primul joc din era 4 a seriei GTA. Jocul este complet schimbat față de predecesorii săi din main multe puncte de vedere, în special motorul grafic, și este primul care să includă un mod multiplayer online. De asemenea, include un nivel de realism foarte ridicat, atât din perspectiva lumii detaliate și al gameplay-ului, cât și al poveștii și personajelor.
- Dată lansare: 29 aprilie 2008
- Platformă: PlayStation 3 , Xbox360 (compatibil cu Xbox One), PC
- Ratinguri: M (Mature) de la ESRB
- Locații: Liberty City (versiunea din universul HD)
- Anul acțiunii: 2008
- Motor grafic: 3D
- Stadiu actual: se vinde în toată lumea
- Protagonist: Niko Bellic

#### Grand Theft Auto IV: The Lost & Damned
Grand Theft Auto IV: The Lost & Damned este prima expansiune a lui GTA IV.
- Dată lansare: 17 februarie 2009
- Platformă: Xbox 360 (compatibil cu Xbox One), PC & Playstation 3
- Ratinguri: M (Mature) de la ESRB
- Locații: Liberty City (versiunea din universul HD)
- Anul acțiunii: 2008 (concomitent cu GTA IV)
- Motor grafic: 3D
- Stadiu actual: se vinde în toată lumea
- Protagonist: Johnny Klebitz

#### Grand Theft Auto: Chinatown Wars
Grand Theft Auto Chinatown Wars este o întoarcere mult mai evoluată la genul de jocuri 2D al seriei.
- Dată lansare: 17 martie 2009
- Platformă: Android, PlayStation Portable, Nintendo DS, iOS
- Ratinguri: M (Mature) de la ESRB
- Locații: Liberty City (versiunea din universul HD), fără insula Alderney
- Anul acțiunii: 2009
- Motor grafic: 2D
- Stadiu actual: se vinde în toată lumea
- Protagonist: Huang Lee

#### Grand Theft Auto IV: The Ballad of Gay Tony
Grand Theft Auto IV: The Ballad of Gay Tony este a doua expansiune a lui GTA IV.
- Dată lansare: 29 octombrie 2009
- Platformă: Xbox 360 (compatibil cu Xbox One), PC, PlayStation 3
- Ratinguri: M (Mature) de la ESRB
- Locații: Liberty City (versiunea din universul HD)
- Anul acțiunii: 2008 (concomitent cu GTA IV și The Lost and Damned)
- Motor grafic: 3D
- Stadiu actual: se vinde în toată lumea
- Protagonist: Luis Fernando Lopez

#### Grand Theft Auto V
Grand Theft Auto V este al cincilea titlu major și primul și singurul joc din era 5 a seriei GTA. Deși nivelul de realism a fost redus semnificativ comparativ cu GTA IV, jocul include o lume mult mai mare și un nivel ridicat de detalii, fiind primul și singurul din serie care să aibă animale. De asemenea, este primul și singurul joc GTA cu mai mulți protagoniști.
- Dată lansare: 17 septembrie 2013
- Platformă: PlayStation 3, Xbox 360, PlayStation 4, Xbox One, PC, PlayStation 5, Xbox Series X
- Ratinguri: M (Mature) de la ESRB
- Locații: statul San Andreas (versiunea din universul HD), format din Los Santos și Blaine County
- Anul acțiunii: 2013
- Motor grafic: 3D
- Stadiu actual: se vinde în toată lumea.
- Protagoniști: Michael De Santa, Trevor Philips, Franklin Clinton

## Elemente comune

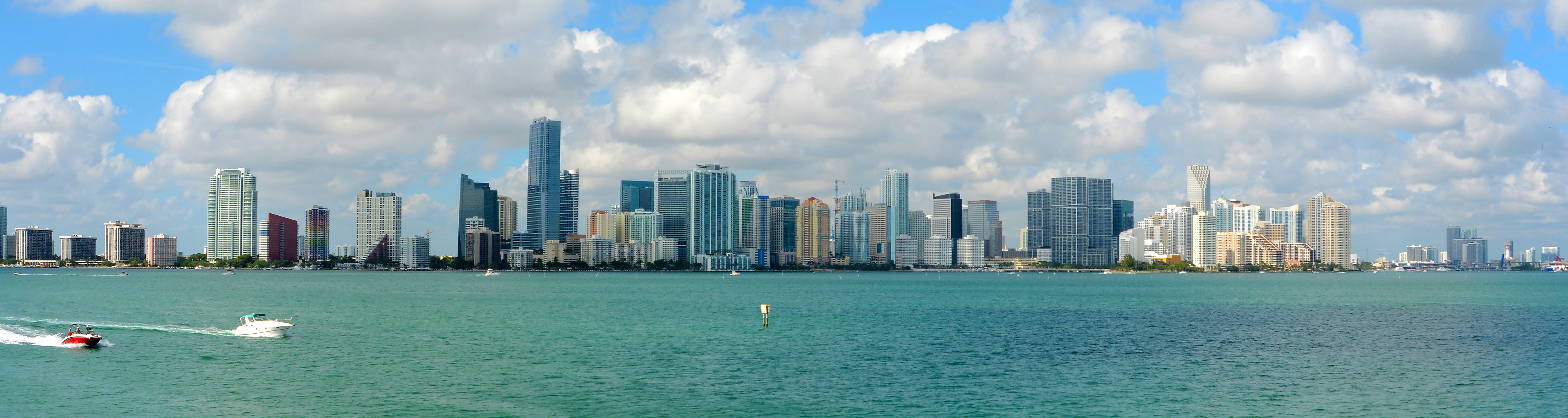
Priveliște a orașului Miami

### Gameplay
În fiecare joc, jucătorul își asumă rolul unui criminal dintr-un oraș mare care, de regulă, încearcă să crească în rang în cadrul societății crimei organizate din oraș pe măsură ce jocul progresează. Jucătorul primește numeroase misiuni de la diverși lorzi ai crimei sau alte figuri din cadrul lumii criminale din oraș ce, odată completate, progresează povestea. Majoritatea misiunilor implică asasinări, furturi sau alte crime, dar există și misiuni secundare precum taximetrie, pompieri, poliție, paramedic, curse stradale sau școli pentru avioane și elicoptere, în jocurile în care există.
În jocurile de la GTA III până în prezent, povestea prezintă o intrigă și fir narativ mult mai dezvoltate, unde protagonistul este, de regulă, prins în viață de crimă în urma unui eveniment nefericit (de exemplu, a fost trădat și lăsat să moară), ceea ce îl motivează să devină tot mai bogat și influent în cadrul lumii criminale din oraș, astfel încât la finalul jocului obține răzbunare și poate apoi poate să-și continue viață fără griji.
Seria GTA este caracterizată de elementele de open-world și role-playing specifice acestui gen de joc, și oferă multă libertate jucătorului în afara misiunilor. Acesta poate să ignore complet povestea și să exploreze fără nicio restricție lumea jocului, angajându-se în diverse misiuni secundare și alte activități, deși la începutul jocului doar o parte a orașului este deblocată și jucătorul trebuie să progreseze în poveste pentru a debloca și restul.
În jocurile de la GTA III până în prezent, se regăsește o gamă largă de actori de voce și posturi de radio, incluzând personalități radio, reclame, talk-showuri, muzică pop și alte elemente din cultura americană.
Atmosfera lumii urbane este completată de includerea a numeroase vehicule, de la mașini la motociclete și chiar vehicule aeriene (în unele jocuri), precum și oameni care, de regulă, respectă regulele de circulație și reacționează în timp real la acțiunile jucătorului. Lumea jocului prezintă numeroase detalii care contribuie la conturarea atmosferei, ce au fost folosite în multe alte jocuri de tip open-world, chiar dacă nu la fel de violente sau rolurile dintre criminali și polițiști sunt inversate.
În fiecare joc GTA, acțiunile jucătorului nu trec neobservate. Orice crimă, de la furtul unui vehicul la omorârea unui om, va rezulta în atenție din partea autorităților, simbolizată de un contor "wanted". Acesta poate avea maximum șase stele (cinci în GTA V) și, cu cât numărul de stele este mai mare, cu atât eforturile autorităților de-al opri pe jucător sunt mai ridicate, polițiștii devenind tot mai agresivi și numeroși; la nivelul maxim de stele, FBI-ul sau armata cu tancuri și alte vehicule militare vor apărea și se vor alătura poliției în încercarea de-al opri pe jucător. Anumite misiuni îi vor da jucătorului un nivel de "wanted" automat în urma unor evenimente, de care acesta va fi nevoit să scape pentru a finaliza misiunea. Există mai multe metode de a scăpa de nivelul de "wanted", dintre care principalul este să-ți duci vehiculul la un magazin auto pentru a fi revopsit; alte metode includ colectarea unor stele de poliție ascunse prin lumea jocului care scad nivelul cu o stea (în universul 3D) și părăsirea zonei de căutare a polițiștilor pentru câteva minute (în universul HD). Dacă jucătorul este omorât sau arestat, el se va respawna la spital sau la secția de poliție, cu nivelul de "wanted" eliminat, deși de regulă va pierde bani și armele. Conceptul de "wanted" a fost adaptat în multe alte jocuri, inclusiv alte titluri dezvoltate de Rockstar Games.

### Plasare
Majoritatea jocurilor GTA se petrec într-o versiune fictivă a Statelor Unite ale Americii, în perioade și universuri diferite. Primul Grand Theft Auto includea o lume formată din trei orașe fictive, inspirate de unele reale: Liberty City (inspirat de New York City), San Andreas (inspirat de regiuni ale Californiei) și Vice City (inspirat de Miami). Aceste trei orașe reprezintă principala plasare ale următoarelor jocuri din serie, deși au fost modificate în funcție de univers (2D, 3D și HD), astfel încât versiunile din universul HD reprezintă adevărate copii fidele ale orașelor din viața reală. În GTA San Andreas și GTA V, San Andreas este un stat ce cuprinde orașul Los Santos (inspirat de Los Angeles), înconjurat de zone de păduri și deșert; în San Andreas, statul cuprinde și alte două orașe, ci anume San Fierro (inspirat de San Francisco) și Las Venturas (inspirat de Las Vegas).
GTA 2 se petrece într-un oraș complet fictiv, intitulat Anywhere City.
GTA III are loc într-o versiune reimaginată a Liberty City care seamănă mult mai puțin cu New York. Vice City are loc într-o versiune nouă a lui Vice City, iar San Andreas în San Andreas, reimaginat ca un stat format din orașele Los Santos, San Fierro și Las Venturas, înconjurate de zone mari de pădure, deșert și munte, cu câteva sate și alte așezări rurale. Versiunea din GTA III a lui Liberty City apare puțin într-o misiune din San Andreas, în care jucătorul trebuie să zboare până acolo pentru a asasina un lider al mafiei în restaurantul său; zona nu mai este accesibilă după terminarea misiunii, decât prin modificări și alte exploatații.
GTA Advance se petrece în aceeași versiune a lui Liberty City din GTA III, cu puțin timp înainte de jocul respectiv, dar, din cauza limitărilor consolei Game Boy Advance, orașul prezintă câteva modificări, precum lipsa trenurilor și a tunelurilor subterane. Liberty City Stories și Vice City Stories sunt prequel-uri pentru GTA III și Vice City respectiv, astfel că se petrec în același versiuni ale celor două orașe, însă cu câțiva ani înainte, astfel că anumite zone sunt încă în construcție, pentru a evidenția perioadele diferite.
GTA IV și expansiunile sale The Lost and Damned și The Ballad of Gay Tony se petrec într-o versiune nouă și modernă a lui Liberty City, în 2008, care de această dată seamănă extrem de mult cu New York comparativ cu GTA III. Chinatown Wars se petrece tot în această versiune a lui Liberty City, cu excepția insulei Alderney.
GTA V se petrece într-o versiune nouă și modernă a statului San Andreas, care de această dată cuprinde doar Los Santos și o zonă mare de păduri și deșert la nord de oraș intitulată Blaine County. Această versiune a lui Los Santos se aseamănă mult mai mult cu Los Angeles și prezintă diferite atracții turistice din viața reală precum semnul Vinewood (parodie după semnul Hollywood), Rockford Hills (Beverly Hills), Del Perro Pier (Santa Monica Pier), Aeroportul Internațional Los Santos (Aeroportul Internațional Los Angeles), Clubul de Golf Los Santos (Clubul de Golf Los Angeles) și Observatorul Galileo (Observatorul Griffith). Jocul include și orășelul Ludendorff din statul fictiv North Yankton, care nu este accesibil în afara a două misiuni. Los Angeles a fost extrem de bine analizat de echipa Rockstar Games când au lucrat la GTA V, organizând numeroase excursii și tururi istorice cu ghizi  și făcând nu mai puțin de 250.000 de fotografii și ore de filmări pentru a surprinde atmosfera orașului cât mai bine. De la lansarea jocului, multe alte clădiri din Los Santos au fost identificate ca parodii ale unor obiective turistice din viața reală.
În atât San Andreas cât și GTA V, San Andreas este prezentat ca fiind o insulă izolată, la o distanță necunoscută de țărmul principal al Statelor Unite. În ambele jocuri este posibil ca jucătorul să se îndepărteze de insulă folosind bărci sau avioane, dar nu va ajunge nicăieri sau vehicul se ma strica și jucătorul va rămâne blocat în mijlocul oceanului (în jocurile de la San Andreas în prezent, cu excepția lui Advance și Liberty City Stories, este posibil să înoți, dar tot va dura mult timp să te întorci pe uscat). La fel este și cu Vice City și versiunea din GTA IV a lui Liberty City. Singurul oraș conectat la țărm este versiunea din GTA III a lui Liberty City, dar chiar și acolo tunelurile care duc în afara orașului sunt închise și astfel zona este inaccesibilă jucătorului.
Singurule jocuri din serie care să se petreacă în afara Statelor Unite și într-un oraș real sunt expansiunile London 1969 și 1961 pentru originalul Grand Theft Auto, care au loc în Londra, deși nu este o reprezentare fidelă a orașului.

### Actori de voce
Seria GTA include o varietate de actori de voce pentru personaje. Originalul GTA, expansiunile sale GTA London, și GTA 2, precum și GTA Advance și Chinatown Wars nu includ personaje care să vorbească, dialogul fiind în schimb reprezentat de linii de dialog în partea de jos a ecranului. Primul joc care să includă actori de voce a fost GTA III, pentru care Rockstar, în ciuda statutului încă nu foarte popular al seriei de atunci, a reuși să angajeze câțiva actori cunoscuți din filme și televiziune, printre care Frank Vincent, Michael Madsen și Kyle MacLachlan, cu toți jucând personaje importante în joc. Cum la aceea vreme folosire unor actori atât de faimoși în jocuri video era o raritate, GTA III este considerat printre primele jocuri care să fi făcut acest lucru. Următorul joc, GTA Vice City, a avut, de asemenea, actori renumiți, în special Ray Liotta ca protagonistul jocului, Tommy Vercetti, primul protagonist din seria GTA care să vorbească. Deși și următorul joc, GTA San Andreas, a folosit actori faimoși, precum Samuel L. Jackson, Peter Fonda și James Woods, s-a decis ca numărul de actori renumiți pentru jocurile următoare să fie redus, în special pentru personaje principale. Drept urmare, multe dintre rolurile din San Andreas au fost jucate de actori mai puțin cunoscuți sau rapperi, inclusiv protagonistul jocului, Carl "CJ" Johnson, ce a fost jucat de Young Maylay, pentru care acesta a fost primul rol din cariera sa.
De la Liberty City Stories în prezent, seria a continuat să folosească actori mai puțin cunoscuți în rolurile principale, dar încă mai folosește celebrități din viața reală pentru DJ și alte personaje minore ce sunt doar auzite la radiourile din joc. În unele jocuri, anumite celebrități se joacă pe ele însele, precum Lazlow Jones, Phil Collins, Ricky Gervais și Katt Williams.

## Controverse
Conform The Guinness World Records 2008 și 2009, GTA este cea mai controversată serie din istorie, cu peste 4.000 de articole despre ea publicate, incluzând acuzații că ar corupe jucătorii și i-ar încuraja la violență, precum și conexiuni cu crime din viața reală.

### Grand Theft Auto
Seria a fost controversală încă de la primul joc. Acesta a fost criticat în Marea Britanie, Germania și Franța pentru "violență extremă" și complet interzis în Brazilia. Publicistul Max Clifford a vorbit lucruri bune despre joc în ziare pentru a ajuta cu vânzările acestuia.

### Grand Theft Auto III
Controversele cu privire la serie au reapărut odată cu lansarea lui GTA III, din cauză că graficile 3D făceau violența mai realistă, precum și că jucătorul putea să plătească pentru serviciile unei prostituate pentru a-și recăpăta nivelul de viață, iar apoi să o omoare pentru a-și recăpăta banii.
Alte critici s-au adresat concentrării pe activități criminale în comparație cu cele "eroice" pe care le ofereau celelalte jocuri. Protagonistul poate comite o varietate de activități ilegale și crime violente, având parte de consecințe doar temporare, inclusiv omorârea polițiștilor și a militarilor care încearcă să-l oprească.

### Vice City
Și al șaselea joc din serie a avut parte de critici. O misiune, în care jucătorul trebuie să izbucnească un război între bande dintre Cubanezi și Haitieni, a fost centrul controverselor, mai ales din partea grupurilor anti-defăimare a Cubanezilor și Haitienilor.

### San Andreas
Jocul a fost criticat pentru elementele sale de "gangster", printre care droguri, prostituție și omoruri. Mai târziu, centrul controverselor a devenit un mini-joc de sex ascuns intitulat Hot Coffee, Deși acesta a fost inițial tăiat de joc înainte de lansare, el a rămas în fișierele jocului și a fost găsit atât în versiunea pentru console, cât și Microsoft Windows.
După lansarea jocului, moderii au găsit codul mini-jocului nefolosit și au lansat patch-uri neoficiale pentru versiunile de PC și Xbox (prin modchip), precum și PlayStation 2 folosind un cod de Action Replay, permițând astfel jucătorului să ia parte în aceste mini-jocuri de sex. Aceste mini-jocuri au fost lăsate parțial intacte în fișierele jocului. Acest lucru a dus la implicarea ESRB, care au dat versiunii jocului care încă mai cuprind codul un rating de AO (Adults Only). Take-Two Interactive au fost nevoiți să relanseze jocul fără cod pentru a-i readuce ratingul de M (Mature). Un proces de acțiune de clasă împotriva Take-Two a fost, de asemenea, depus ca urmare a codului Hot Coffee.

### Grand Theft Auto IV
GTA IV a avut parte de controverse sub forma unor critici din partea organizației Mothers Against Drunk Driving (MADD) cu privire la faptul că jocul permite condusul în timp ce ești beat. MADD chiar a cerut ESRB să modifice ratingul jocului din M în AO, deoarece a simțit că încurajarea condusului în timp ce ești beat poate fi dăunător chiar și adolescenților de 17 ani. În versiunea finală a jocului, deși condusul în timp ce ești beat este posibil, este considerat o crimă și jucătorul va căpăta imediat atenție din partea autorităților odată ce este văzut de un polițist; de asemenea, însuși tutorialul jocului și protagonistul, Niko Bellic, sugerează că acest lucru este o idee proastă.
În expansiunile lui GTA IV, The Lost and Damned și The Ballad of Gay Tony, este imposibil să conduci în timp ce ești beat, deoarece au fost lansate după jocul principal și astfel Rockstar a avut timp să facă niște modificări de ultim moment. Cu toate acestea, este din nou posibil să conduci beat în GTA V.

### The Lost and Damned
Singura controversă majoră cu privire la prima expansiune a lui GTA IV a fost legată de o scenă dintr-o misiune în care un personaj este văzut complet dezbrăcat. Grupul Common Sense Media format din părinți americani a lansat un avertisment public cu privire la acest lucru și a spus că "acest joc este mai controversal decât predecesorul său", din cauză că are o scenă de "nuditate masculină frontală".

### Chinatown Wars
Jocul a avut parte de puține critici, majoritatea legându-se de un mini-joc de trafic de droguri, precum și că jocurile pentru Nintendo ar trebui să fie pentru copii (deși ratingul jocului este în mod clar M). Mini-jocul constă în jucător cărând șase tipuri diferite de droguri prin oraș și căutând dealeri pentru a le vinde drogurile sau a cumpăra altele de la ei; profitul făcut depinde de condițiile pieței, în principal zona în care are loc schimbul și cât de frecventată este aceasta.

### Grand Theft Auto V
O mare controversă cu privire la joc s-a legat de o misiune în care jucătorul trebuie să tortureze o persoană pentru a afla anumite informații. Printre metodele de tortură se numără gioale, electrocutare, extracții dentale și sufocare parțială.
Jocul a fost acuzat și de sexism. Los Angeles Times a considerat modul în care jocul prezintă femeile necreativ și că temele violente și sexiste ale jocului ruinează experiența pentru jucători. Edge a spus că, deși "fiecare femeie din joc există pentru simplul scop de a se fi satirizate", la fel este cazul și  cu toate personajele minore bărbați, umorul jocului bazându-se pe stereotipuri și violență. Co-fondatorul Rockstar Games Sam Houser a simțit că echipa de dezvoltare a tratat adesea cu neglijență modul de prezentare al femeilor în seria GTA, dar personajele bărbați se potriveau mai bine pentru "povestea pe care doreau să o spună".

### Procese
Câteva celebrități au dat Rockstar Games în judecată pentru că le-ar fi violat drepturile de proprietate intelectuală și personalitate, printre care artistul hip-hop Daz Dillinger și actorii Karen Gravano și Lindsay Lohan. Activistul Jack Thompson, cunoscut pentru criticile sale cu privire la violența din jocurile create de Rockstar, a avut, de asemenea, multe procese legate de seria GTA, dar nu a câștigat niciunul și a fost în cele din urmă exclus din barou în 2008.

## Recepție
Încă de lansarea lui GTA III în 2001, seria a fost un mare succes, atât din puncte de vedere critic cât și financiar. A generat o serie de scoruri aproape perfecte și, până în septembrie 2013, a vândut mai mult de 150 de milioane de copii în toată lumea și, până în august 2015, peste 220 de milioane. GTA IV a vândut peste 609.000 de exemplare în Regatul Unit în doar prima zi de la lansare, și 6 milioane de copii și a încasat 500 de milioane de dolari în toată lumea în prima săptămână.
În 2006, Grand Theft Auto a fost votat ca unul dintre top 10 Designuri de Misiuni în Marea Britanie organizat  de BBC și Muzeul de Design. Jocul a apărut și într-o listă de designuri britanice, printre care Concorde, Jaguar E-Type, Aston Martin DB5, Mini, World Wide Web, Tomb Raider, cutia telefonică roșie, London tube map, autobuzul AEC Routemaster și Supermarine Spitfire.
Seria a bătut numeroase recorduri, printre care 10 recorduri mondiale la Guinness World Records Gamer's Edition 2008. Aceste recorduri includ Cele mai multe Vedete Invitate într-o Serie de Jocuri Video, Cea mai mare Distribuție într-un Joc Video (GTA San Andreas), Cea mai mare Coloană Sonoră (San Andreas) și Cea mai de succes Lansare din Istoria Divertismentului (GTA V). De asemenea, Guinness World Records au plasat Grand Theft Auto pe locul 3 în lista lor de top 50 jocuri pentru console din toate timpurile în funcție de impact și moștenirea de lungă durată. Conform Guinness World Records Gamer's Edition 2009, GTA San Andreas este cel mai de succes joc pentru PlayStation 2 din toate timpurile.
GTA III, San Andreas și Vice City se află în prezent pe locul 2, 5 și respectiv 6 în lista de jocuri cu cele mai mari scoruri pe  Metacritic, în timp ce Chinatown Wars are scorul cel mai mare pentru Nintendo DS și al doilea cel mai mare pentru PSP, iar GTA IV este jocul cu al doilea cel mai mare scor din toate timpurile, cu 98/100. De asemenea, Vice City, GTA III, San Andreas, GTA IV și GTA V sunt al 11-lea, 24-lea, 27-lea, 93-lea, și respectiv al doilea cele mai bune jocuri pentru PC conform Metacritic. În plus, The Lost and Damned și The Ballad of Gay sunt al 35-lea, respectiv 59-lea în lista de cele mai bune jocuri pentru Xbox 360.

### Vânzări
| Anul | Jocul                                       | Vânzări              | Premii                                                                                 |
| ---- | ------------------------------------------- | -------------------- | -------------------------------------------------------------------------------------- |
| 1997 | Grand Theft Auto                            | peste 1 milion       | PS1 Greatest Hits, Platină                                                             |
| 1999 | Grand Theft Auto: London 1969               |                      |                                                                                        |
| 1999 | Grand Theft Auto: London 1961               |                      |                                                                                        |
| 1999 | Grand Theft Auto 2                          | PS1 Greatest Hits    |                                                                                        |
| 2001 | Grand Theft Auto III                        | 17.5 milioane        | PS2 Greatest Hits, Platină                                                             |
| 2002 | Grand Theft Auto: Vice City                 | 20 de milioane       | PS2 Greatest Hits, Platină                                                             |
| 2004 | Grand Theft Auto: San Andreas               | 27.5 milioane        | PS2 Greatest Hits, Platină Xbox Platinum Hits PS3 Greatest Hits Xbox 360 Greatest Hits |
| 2004 | Grand Theft Auto Advance                    | 100.000              |                                                                                        |
| 2005 | Grand Theft Auto: Liberty City Stories      | 8 milioane           | PSP Greatest Hits, Platină PS2 Platină                                                 |
| 2006 | Grand Theft Auto: Vice City Stories         | 4.5 milioane         | PSP Greatest Hits, Platină PS2 Platină                                                 |
| 2008 | Grand Theft Auto IV                         | peste 25 de milioane | PS3 Greatest Hits, Platină Xbox 360 Platinum Hits                                      |
| 2009 | Grand Theft Auto IV: The Lost and Damned    | peste 1 milion       |                                                                                        |
| 2009 | Grand Theft Auto: Chinatown Wars            | 250.000              | PSP Greatest Hits                                                                      |
| 2009 | Grand Theft Auto IV: The Ballad of Gay Tony |                      |                                                                                        |
| 2013 | Grand Theft Auto V                          | 130 de milioane      | PS3 Greatest Hits Xbox 360 Platinum Hits                                               |